# Chenistonia earthwatchorum
Chenistonia earthwatchorum is een spinnensoort uit de familie Anamidae.
Chenistonia earthwatchorum werd in 1984 beschreven door Raven.